# Zyburty
Zyburty – wieś w Polsce położona w województwie podlaskim, w powiecie monieckim, w gminie Mońki.
W latach 1975–1998 miejscowość administracyjnie należała do województwa białostockiego.
Wierni kościoła rzymskokatolickiego należą do parafii św. Agnieszki w Goniądzu.

## Historia
Według spisu ludności z 30 września 1921 Zyburty zamieszkiwało ogółem 20 osób z czego mężczyzn - 9, kobiet - 11. Budynków mieszkalnych było 4.